# 伊橋剛太
伊橋 剛太（いはし ごうた、1983年11月28日 - ）は、日本の男性プロレスラー。千葉県出身。血液型B型。DDTプロレスリング所属。

## 経歴
サラリーマン生活の傍らOPG（俺たちプロレス軍団）で「プロレスごっこ」をしており、飯伏幸太とは当時からの親友。
2009年
- 6月28日、東京・後楽園ホール大会におけるヤス・ウラノ&谷口智一戦（パートナーは石井慧介）で再デビュー。

2010年
- 3月27日、両膝靭帯損傷のためこの日の新木場1stRING大会以降を欠場[1]。

2012年
- 3月11日、後楽園ホール大会におけるKUDO戦で復帰[2]。
- 9月30日、「飯伏幸太及びケニー・オメガ、ユニット争奪戦ボクシングマッチ」で中澤マイケルに勝利。飯伏、ケニー、伊橋と、リーダーとしてDDT映像班の今成夢人を加えたゴールデン☆らんでぶぅ～を結成。

2013年
- KO-D6人タッグ選手権をとったことから今、波が来ている男と称されていたが波はすぐに収まってしまった。

2014年
- 解散したモンスターアーミーから佐々木大輔が飯伏・ケニーとタッグを結成するも佐々木にことごとく嫌われている。ゴールデン☆らんでぶぅー解散の引き金となってしまう。トレードマークともいえるモヒカンを切りダース・ゴーターとしてヌルヌルブラザーズと反乱を起こすも失敗。その後飯伏とケニーがヌルヌルブラザースに暴行される伊橋を救出し、佐々木も認めるような感じで3人で新しく作ったゴールデン☆ストームライダーズに加入するが、再びユニットを脱退。ヌルヌルブラザーズとの新チーム豚ingを結成するがDDTユニット総選挙で最下位になり現在は無所属。また、豚ingに入ってからは高橋裕二郎のようになっていた。
- 10月30日、KUDOとエビスコ酒場での店長と料理長のタッグを結成し、セコンドに小路晃を従い東京ラーメンショーDDT路上プロレスでラダーからのダイビング・ボディープレスon the テーブルで趙雲子龍より勝利を奪う。
- 12月23日、ゴールデン☆ストームライダーズ新メンバーオーディションで一人残るも、宮武俊を飯伏が選んでしまったため加入できず、実況ではエビスコ酒場しか居場所がないと言われてしまう。

2015年
- 2月15日、キング・オブ・ダーク王座を獲得。ダークマッチで勝てない限りダークマッチにしか出られない。しかも『週刊プロレス』のDDTの記事でもページの隅に試合結果のみしか載せられていない。さらにはマイクアピールをしようとするとマイクをきられたり、鶴見亜門GMにバスの中でのいびきがうるさいことを罵倒されてリングから追い出されている。現時点で12度の防衛をしていて一度は宮武俊に勝って王者から退くも、わずか8日で再び戴冠していて絶対王者の名をほしいままにしている。
- 8月1日、ビアガーデンプロレスでユニット総選挙に参加するためチーム伊橋を結成しようとするが、誰一人として加入者が現れず通常の飲食業務に戻された。懲りずに2日には両国でデビュー予定で当時練習生の渡瀬瑞基と井上麻生にも加入を要請するが、断られたあげくドロップキックを食らう。後日ビアガーデン最終日に松永智充と岩崎孝樹の3人で豚ing2015を結成するも、ユニット総選挙で最下位になったため解散。

2016年
- ユニット総選挙に昨年同様松永と岩崎の3人で豚ing2016を結成するも、最下位になったため、またしても解散。

2017年
- 例年とは違い岩崎ではなく島谷常寛を加えた豚ing2017を結成するがまたまた解散。

2018年
- 1月に長州力プロデュース興行に参戦しメインに大抜擢されるもパートナーである長州からプロレスをやらない方がいいとキレられる。
- また4月から元某老舗団体所属経験者との5番勝負が組まれ1番目として金本浩二とのシングルを行う。2番目にはケンドー・カシンと対戦。

2019年
- 3月21日、KUDO&坂口征夫と組み長州力&樋口和貞&上野勇希と対戦するも樋口の轟天の前に敗れる。

## 人物
- 試合が始まるとすぐに「イエイカモン！」と叫び会場を盛り上げる。
- 六本木にある焼肉店の店員で、DDTが経営する「エビスコ酒場」の料理長でもある。
- エビスコ酒場で手が空いているときはメニューにない料理も頼めば作ってくれ、ツイッターでも賄いなどの各種料理や包丁さばきを多く絶賛されている。以前、EXTREME級選手権試合に挑戦しようとした際はおいしい料理を作ったほうが勝ちとなる「お料理デスマッチ」なるものを計画していたが、キング・オブ・ダーク王座を戴冠していてダークマッチにしか出られないため実現はしなかった。
- 東京ラーメンショーのイベントプロレス参戦の際はエビスコ酒場勤務の選手とタッグを組むことが多い。
- DDTの総選挙で演説放送をする際はラップで演説をする。
- 自身の着用するタイツが2度アイアンマンヘビーメタル級の王者になった経験がある。
- 趣味は落語鑑賞。2016年のDDTドラマティック総選挙では選挙活動の一環として落語を披露している。
- Amazonプライムで配信中のぶらり路上プロレスにレギュラー参戦しており、アジャ・コング、前田日明、把瑠都などとも対戦をした経験がある。

## 得意技
ムーンサルト・プレス
巨体ながら非常に綺麗なフォームであるが、殆どの場合避けられてしまう。その場飛びでも使用。
デッドエンド
2段階式長滞空高角度投げっぱなしジャーマン・スープレックス。
ジャンピング・ボディ・アタック
ロープに走った相手に追走して仕掛ける。
ぶーちゃんローラー
かつて三和太が使っていたムーブ。ダウンした相手に対し、寝返りを打つようにゴロゴロと転がってプレスする。

## 入場曲
- ROCKS (RIZE)

## タイトル歴
DDTプロレスリング
- キング・オブ・ダーク王座（初代、第3代、第8代、第10代、第15代、第19代）
- KO-D6人タッグ王座（第3代:飯伏幸太&ケニー・オメガ）
- アイアンマンヘビーメタル級王座（第943代、第950代、第983代、第1051代、第1052代:伊橋着用のタイツ、第1062代、第1063代:伊橋着用のタイツ、第1181代、第1185代）

## 出演

### ウェブ番組
- ぶらり路上プロレス（2016年12月 - 、Amazonプライム・ビデオ） - 敵レスラー[3]

### 映画
- 三大怪獣グルメ（2020年）- 山中 役[4]